# Bitwa pod Jaworznikiem
Bitwa pod Jaworznikiem – potyczka stoczona 24 kwietnia 1863 roku pomiędzy powstańcami styczniowymi kpt. Anastazego Mossakowskiego a wojskami rosyjskimi płk.Alenicza, zakończona rozbiciem sił powstańczych.
Oddział powstańczy Mossakowskiego składał się z dwóch kompanii strzelców, jednej kompanii kosynierów, plutonu jazdy i saperów, które wzmocniono znaczną ilością broni z rozbitego pod Szklarami oddziału płk. Józefa Grekowicza. Oddział przekroczył granicę nocą z 20 na 21 kwietnia 1863 roku i zajął posterunek graniczny w Gorenicach. Powstańcy następnie ominęli Olkusz, którego zdobywania zaniechali z powodu stacjonującego tam silnego oddziału rosyjskiego. Dzień później stoczyli natomiast zwycięską potyczkę z oddziałem rosyjskim pod Golczowicami, po czym przemaszerowali do Ogrodzieńca i przekroczyli tory drogi żelaznej warszawsko-wiedeńskiej, przy okazji je uszkadzając.
Oddział był nękany przez Rosjan, a zaskoczony o świcie 24 kwietnia 1863 koło Jaworznika przez trzy roty piechoty płk. Alenicza z garnizonu częstochowskiego. Mimo nagłego pojawienia się wojsk rosyjskich Mossakowski zdołał ustawić oddział do bitwy. Na prawym skrzydle stanęła kompania Skąpskiego, na lewym kompania Wiesnera, środek szyku zajęli kosynierzy pod dowództwem Miszewskiego. Bitwę rozpoczęli strzelcy Skąpskiego, niemal w tym samym czasie Wiesner wycofał swoją kompanie i opuścił pole bitwy, Rosjanie wykorzystując ten fakt śmiało zaatakowali, spychając powstańców w stronę bagien, tam powstrzymał ich celny ogień polskich strzelców, którzy zajęli korzystne pozycje. Niepowodzeniem zakończył się kontratak 80 kosynierów. W walce ranny został Miszewski, część pozbawionych dowódcy kosynierów rozpierzchło się, pozostałych zebrał Mossakowski i uciekł z placu boju. Dowództwo nad pozostającymi w walce powstańcami (ok. stu ludzi) przejął Wierzbiński. Następny atak przeważających liczebnie piechurów rosyjskich wyparł powstańców z pozycji przy moczarach. Polacy ostrzeliwując nieprzyjaciela wycofali się w głąb lasu, gdzie zostali okrążeni. Wierzbiński zebrał ocalałych żołnierzy i po gwałtownym ataku przedarł się przez kordon rosyjski.
Bitwa została przegrana z powodu nieudolnego dowództwa, straty polskie: 30 zabitych i rannych oraz 6 wziętych do niewoli, wśród których byli ranni oficerowie Miszewski, Miernicki i Kopeczny. Zginął podporucznik Franciszek Paleczka. Wierzbiński i Skąpski wyprowadzili z okrążenia 47 strzelców, 10 kosynierów i 3 kawalerzystów.

Straty rosyjskie 62 zabitych i rannych.